# 滝川真由子
滝川 真由子（たきかわ まゆこ、1987年9月30日 - ）は、愛知県尾張旭市出身の競艇選手。
登録番号4499。身長158cm。血液型A型。102期。夫は長崎支部の中村辰也。結婚を期に長崎支部へ移籍の上で転居。
名古屋市立名東高等学校卒業、静岡大学中退。同期に山田康二、上野真之介、前田将太らがいる。

## 来歴
- やまと競艇学校時代、リーグ戦勝率4.00（準優出1、優出以上はなし）の成績を残した。
- 2008年5月10日、常滑競艇場でデビュー（6着）。
- 2009年4月19日、桐生競艇場での「G3女子リーグ第2戦 第29回群馬テレビ杯」最終日2Rで初勝利（113走目）。
- 2011年12月19日、尼崎競艇場での「G3女子リーグ第9戦 クィーンロード2011」で初優出（3着）。
- 2013年2月11日、戸田競艇場での「オール女子戦・第44回報知新聞社」で初優勝。
- 2012年秋、長崎支部の中村辰也と結婚。これに伴い、翌2013年1月より長崎支部へ移籍。
- 2013年3月19日、鳴門競艇場での「第6回四国キャンテイーン杯競走」で2度目の優勝。
- 2015年8月9日、丸亀競艇場にて行われた第29回女子王座決定戦優勝戦で、5コースから接戦の末に中里優子を競り落として1着、通算3回目にしてG1初優勝を果たしている。
- 2016年3月16日、平和島競艇場にて行われた第51回総理大臣杯に女子王座の優勝者としてSG初出場。翌3月17日の9Rにおいて、1号艇から逃げ切りSG初勝利を飾っている。